# دانيلا بوتا
دانيلا بوتا (بالإنجليزية: Danila Botha)‏ (14 أكتوبر 1982، جوهانسبرغ في جنوب أفريقيا)؛ صحفية وروائية جنوب أفريقية. درست في جامعة يورك.